# Frederick Green
Pour les articles homonymes, voir Green.
Frederick Thomas Green, né le 21 juin 1851 à Wrexham au pays de Galles et mort le 6 juillet 1928 à Church Stretton dans Shropshire, est un footballeur anglais. Il remporte à trois reprises la coupe d'Angleterre de football et il est sélectionné pour un match en équipe d'Angleterre de football.

## Biographie
Frederick Green naît à Wrexham au pays de Galles. Il est le fil d'un clergyman. Il étudie au Winchester College au sein duquel il joue au cricket comme au football puis au New College d'Oxford où il est diplômé en arts en 1874. Green devient avocat et intègre le barreau d'Inner Temple en 1877 avant de devenir inspecteur des écoles en 1880. Il meurt à Church Stretton dans le Shropshire.
Frederick Green remporte à trois reprises la Coupe d'Angleterre de football, la première fois en 1874 avec Oxford University Association Football Club, la deuxième en 1877 et la troisième en 1878 avec le Wanderers Football Club.
Green est sélectionné une fois en équipe d'Angleterre de football en 1876. Il joue un match contre l'équipe d'Écosse de football.

## Palmarès
- Oxford University FC
  - Vainqueur de la Coupe d'Angleterre en 1874

- Wanderers FC
  - Vainqueur de la Coupe d'Angleterre en 1877 et 1878